# Juncus interior
Juncus interior là một loài thực vật có hoa trong họ Juncaceae. Loài này được Wiegand mô tả khoa học đầu tiên năm 1900.